# John Brownlow (3e baronnet)
John Brownlow, 3e baronnet (26 juin 1659 - 16 juillet 1697) est un député anglais.

## Biographie

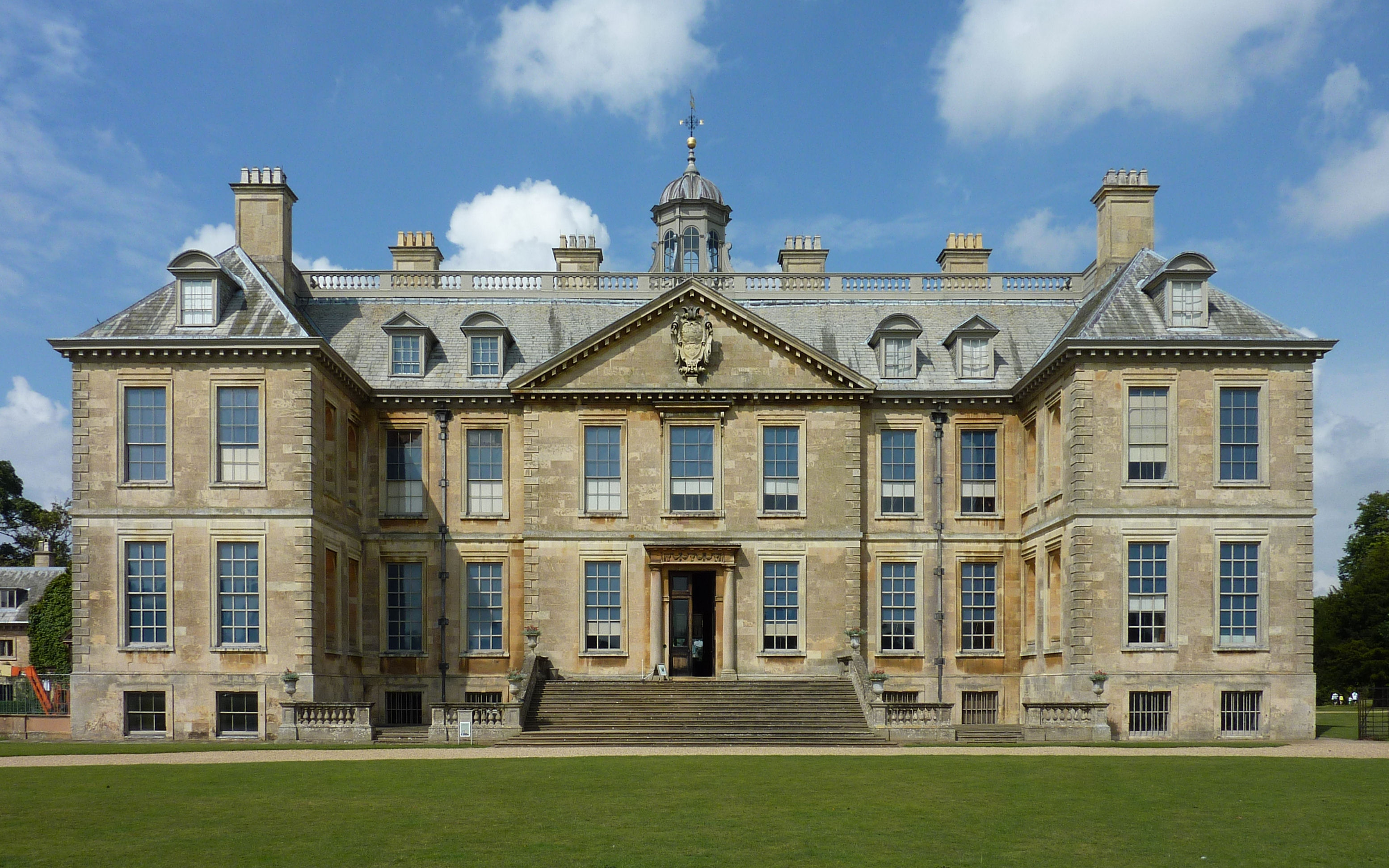
Belton House

Il est l'aîné des fils survivants de Richard Brownlow, 2e baronnet de Humby, et d'Elizabeth Freke. Il fait ses études à la Westminster School. Il succède à son père comme troisième baronnet de Humby en 1668 et en 1679, il hérite des domaines de Belton de son grand-oncle John Brownlow, 1er baronnet de Belton. Il construit Belton House entre 1685 et 1687, créant de nouveaux jardins et lacs.
En 1686, il est trésorier de la Marshalsea et, en 1688, nommé haut shérif du Lincolnshire. En 1689, il est élu à la Chambre des communes pour Grantham, siège qu'il occupe jusqu'à sa mort prématurée en 1697.

## Famille

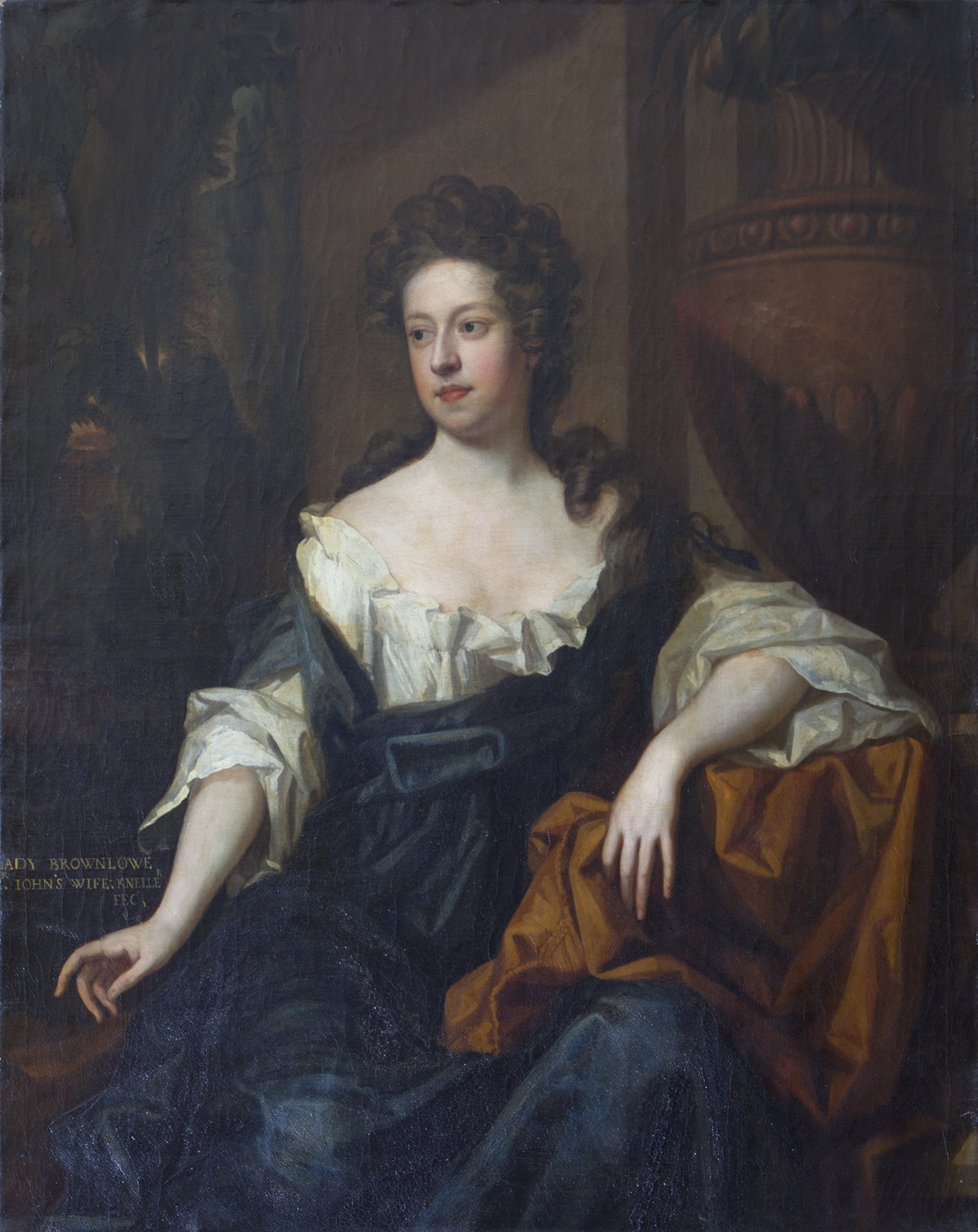
John Brownlow épouse Alice Sherard en 1676

Il épouse Alice, fille de Richard Sherard, en 1676. Il se suicide en juillet 1697 après avoir souffert d'une goutte grave, âgé de 38 ans seulement, sans descendant masculin. Son frère cadet, William Brownlow (4e baronnet), lui succède. Il reçoit Belton House à condition que sa femme, Alice, en ait conservé l'usufruit (William est décédé en 1701 et Alice en 1721). En 1721, il passe donc au fils de William, John Brownlow (1er vicomte Tyrconnel).
Sa succession restante est divisée entre ses filles:
- Jane (décédée en 1736) - épouse Peregrine Bertie (2e duc d'Ancaster et Kesteven) en 1711
- Elizabeth (1681-1723) - épouse John Cecil (6e comte d'Exeter) en 1699
- Alicia (1684-1727) - épouse Francis North (2e baron Guilford) en 1703
- Margaret (1687-1710)
- Eleanor (1691-1730) - épouse en 1712 son cousin germain, John Brownlow (1er vicomte Tyrconnel), fils de son frère William.